# Erste-Hilfe-Raum

Ein Erste-Hilfe-Raum muss mit dem Rettungszeichen E003 gekennzeichnet sein.

Ein Erste-Hilfe-Raum ist ein Raum im Gebäude eines Betriebs, in dem Erste Hilfe geleistet oder eine ärztliche Erstversorgung durchgeführt werden kann.
Seit dem Inkraftsetzen der Unfallverhütungsvorschrift DGUV Vorschrift 1 „Grundsätze der Prävention“ ab 2014 gibt es in Deutschland nur noch den einheitlichen Begriff „Erste-Hilfe-Raum“. Bis dahin gebräuchliche Alternativbezeichnungen wie „Sanitätsraum“ oder „Krankenzimmer“ sind seitdem veraltet, bzw. haben eine Bedeutungsverengung erfahren.

## Rechtsgrundlagen
Anforderungen an das Vorhandensein und die Gestaltung dieser Räume stellt das deutsche Arbeitsstättenrecht und das autonome Recht der Unfallversicherungsträger.
Die Arbeitsstättenverordnung fordert: „Erste-Hilfe-Räume oder vergleichbare Einrichtungen müssen entsprechend der Unfallgefahren oder der Anzahl der Beschäftigten, der Art der ausgeübten Tätigkeiten sowie der räumlichen Größe der Betriebe vorhanden sein.“ (§ 6 Absatz 4 Arbeitsstättenverordnung)
Diese Einzelnorm wird durch den Anhang der Arbeitsstättenverordnung (dort Abschnitt 4.3) und durch eine Technische Regel für Arbeitsstätten (ASR A4.3 „Erste-Hilfe-Räume, Mittel und Einrichtungen zur Ersten Hilfe“) weiter konkretisiert.
Im autonomen Recht der Unfallversicherungsträger stellt eine Unfallverhütungsvorschrift (DGUV Vorschrift 1 „Grundsätze der Prävention“) Anforderungen an Erste-Hilfe-Räume. Sie konkretisiert damit eine Einzelnorm des Siebten Buches Sozialgesetzbuch (§ 15 Absatz 1 Nummer 5 SGB VII).
Normadressat der Arbeitsstättenverordnung ist der Arbeitgeber, der eine Arbeitsstätte betreibt. Der Arbeitgeberbegriff (nach § 2 Arbeitsschutzgesetz) ist dabei sehr weit gefasst.
Normadressat der Unfallverhütungsvorschrift ist der Unternehmer im Sinne von § 136 Absatz 3 SGB VII.

## Erforderlichkeit
Die Arbeitsstättenregel und die Unfallverhütungsvorschrift haben wörtlich fast identische  Kriterien, nach denen ein Erste-Hilfe-Raum vorhanden sein muss: 
- In Betrieben mit mehr als 1000 dort Beschäftigten.
- In Betrieben mit mehr als 100 Beschäftigten, wenn besondere Unfall- oder Gesundheitsgefahren bestehen.
- Auf Baustellen mit mehr als 50 Beschäftigten.

Zu den genannten Schwellenwerten ist die Besonderheit zu beachten, dass der Arbeitgeber bei der Planung seiner Maßnahmen zur Ersten Hilfe nicht nur die Beschäftigten, sondern sämtliche Personen berücksichtigen muss, die sich üblicherweise gleichzeitig auf dem Betriebsgelände aufhalten. Diese Regelung kann die zu planenden Maßnahmen zum Beispiel in Betrieben mit viel Publikumsverkehr oder auch in größeren Schulzentren beeinflussen.
Anstelle eines Erste-Hilfe-Raums kann auch eine „vergleichbare Einrichtung“ vorgehalten werden. Als „vergleichbare Einrichtung“ gelten zum Beispiel Erste-Hilfe-Container, Rettungsfahrzeuge oder Arztpraxisräume. Die Arbeitsstättenregel lässt Erste-Hilfe-Container nur bei vorübergehend eingerichteten Arbeitsstätten zu.
In Kindertageseinrichtungen, Schulen oder Hochschulen hat der Unternehmer auch dann geeignete Liegemöglichkeiten oder geeignete Räume mit Liegemöglichkeit zur Verfügung zu stellen, wenn obige Schwellenwerte nicht erreicht werden. Sie müssen die Kriterien erfüllen, dass sie zur Erstversorgung von Verletzten geeignet sind und dass sie in ausreichender Zahl vorhanden sind. (§ 25 Absatz 5 DGUV Vorschrift 1)

## Bauliche Anforderungen
Die Arbeitsstättenregel stellt detaillierte Anforderungen an die bauliche Gestaltung von Erste-Hilfe-Räumen.
- Lage im Erdgeschoss; für Krankentragen leicht und stufenlos erreichbar; in unmittelbarer Nähe einer Toilette.
- Größe von mindestens 20 m²; ausreichende Raumhöhe, Beleuchtung, Belüftung und Raumtemperatur; Sichtschutz gegen Einblick von außen.
- Fußböden und Wände müssen leicht zu reinigen bzw. zu desinfizieren sein.
- Installationen:
  - Waschbecken mit fließend Kalt- und Warmwasser
  - Telefon oder vergleichbares Kommunikationsgerät

## Anforderungen an die Ausstattung

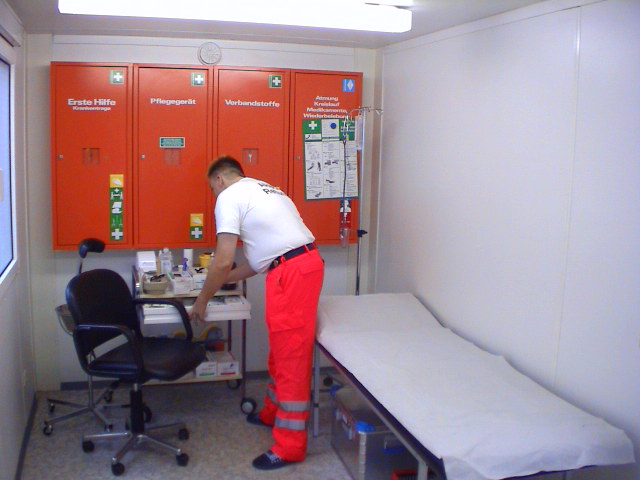
Einrichtung eines Erste-Hilfe-Containers

Die Arbeitsstättenregel stellt folgende Anforderungen an die Ausstattung von Erste-Hilfe-Räumen:
In Abhängigkeit von der Gefährdungsbeurteilung
- geeignetes Inventar (Beispiele: Untersuchungsliege, Schreibtisch, Seifenspender)
- geeignete Mittel zur Ersten Hilfe (Beispiele: Verbandkasten, Blutdruckmessgerät, Absauggerät)
- geeignetes Pflegematerial (Beispiele: Decken, Einmalauflagen für Liegen, Nierenschalen)

Die hier aufgezählten Beispiele sind nur eine Auswahl der Beispiele, die die Arbeitsstättenregel nennt. 